# Metaforanalys
Metaforanalys är ett retoriskt verktyg som brukar användas för att analysera retoriska objekt som till exempel politiska tal, skrivna artiklar och låttext.
I en metaforanalys gäller det att först och främst avskilja bildled ifrån sakled. Därefter delar man upp dessa två, bildled på en sida och sakled på den andra. En metafor består av ett sakled och ett bildled. Bildledet förmedlar ett sätt att se på sakledet. Bildled är som en lins som vi ser sakledet genom. När bildledet är bestämt kan nästa del av analysen påbörjas. Här ingår att tolka dessa meningar och metaforer. Det är viktigt att komma ihåg att tolkningarna, hermeneutik utgår ifrån ens egen doxa och kan de skilja sig oerhört mycket ifrån varandra. En metafor är ett uttryck ofta en jämförelse eller likhet som hjälper till att förstå och uppfatta något. Metaforer etablerar eller konstruerar likheten. 
Metaforer är inte bara vackra formuleringar som smyckar språket. De är även meningsskapande verktyg som styr vår förståelse av verkligheten runt omkring oss. Att analysera metaforer är därför en viktig del av en retorikanalys. Genom att göra en metaforanalys kan man komma fram till följande:
- Retorns världsbild
- Hur vill retorn att man ska tolka det han/hon skriver?
- Vad menar han/hon egentligen?
- Vad är det implicita?

## Metaforens användningsområde
- Åskådliggöra något
- Förkorta uttryckssättet
- Undvika anstötlighet
- Ge extra eftertryck
- Förringa något[4]

## Syfte
Metaforanalysens syfte är att studera vilka metaforer som förekommer i en text, vilka former och innehåll de har, hur de samverkar med varandra och med övriga inslag i texten och hur de stödjer vissa sätt att se på och förhålla sig till det som texten handlar om.

## Upplägg
Gå igenom texten och stryk under metaforer som du hittar. Du kan begränsa dig till öppna (aktiva, starka) metaforer eller också ta upp även dolda (latenta, svaga). Först ser du på metaforernas spridning. Sedan går du över till att undersöka vilka former innehåll och funktioner de har. Slutligen gör du en värdering av dem.

## Andra aspekter
- Företeelser (Djur, människor)
- Metaforkedjor
- Rotmetaforer
- Implicita metaforer
- Vilken funktion har metaforen?
- Inbjuder metaforen till att göra lyssnaren uppmärksam?[1]

## Form på metaforer
1. Retorisk form
2. Grammatisk form
3. Hur binds sakled och bildled samman?[1]

## Exempel
- Montréal - Toronto Här ska Slaget om Kanada stå om några timmar

Här är ordet slaget som är metaforen och den tillhör metaforfamiljen krig. Denna mening kan tolkas på många olika sätt men enligt min egen doxa så vill retorn säga följande:
- Viktig match
- Spännande match
- Svårspelad match

När man hör ordet krig så refererar man direkt till blod, slagsmål och så vidare, och det är just det författaren vill säga i och med denna metafor. Han fångar vårt intresse och försöker få oss att se denna match.
- Varenda gång nummer åtta har pucken hörs en orkan av burop

Ordet orkan är i detta fall metaforen och tillhör metaforfamiljen naturfenomen.
Här har författaren skickligt använt sig av metaforen, han vill förklara hur illa omtyckt denna människa är men använder sig inte av några negativa ord utan tar hjälp av en metafor som ger både tyngd och understöd till denna mening.
- Livets höst

Ålderdomen förekommer som en form av höst. Där ålderdomen är sakled och höst bildled. 

## Förklaring
En metafor vill skapa något som egentligen är underförstått exempel ovan: Livets höst: Associerar på att Ålderdomen har börjat komma. Det viktiga i sammanhanget är att bildledet förmedlar ett sätt att se på sakledet. För att förstå varför man gör en metaforanalys kan det vara bra att tillbaka på vad metafor betyder. Det betyder överföring och metaforer står för att skapa nya språkligt nyskapande, företeelser och begrepp. Alla dessa aspekter går det att se genom att använda sig av en metaforanalys för att koda det retoriska objektet.

## Varför metaforanalys?
En metaforanalys är hela tiden en tolkningsfråga. En metafor kan uppfattas olika beroende på kultur, uppväxt och liknande. En metaforanays gör det möjligt att se något nytt med nya glasögon. Det kan vara nytänkande, likheter och någonting som får oss att uppfatta någonting på ett annat sätt. Begreppet Hermeneutik betyder tolkning, vilket är lätt att hänföra till och anpassa sig efter när man gör en metaforanalys. Därför ligger metaforens tolkning hos mottagaren.